# Implementer
Implementer (česky též „Tahoun“ nebo „Realizátor“), v americké angličtině Company worker, je označení pro jednu ze skupinových rolí ve třídění dle Belbina.

## Charakteristika
- je praktickou a organizační složkou týmu
- převádí teorii do praxe – u něj se mění rozhodnutí a strategie na konkrétní úkoly a cíle, které mohou plnit konkrétní lidé
- dokáže vyhodnocovat, která řešení a plány jsou uskutečnitelné
- rozpoznává cíle a dokáže k nim orientovat jednání
- je typický disciplinovaností a silným charakterem
- je oceňovaný za upřímnost, vnitřní integritu; důvěřuje ostatním
- při práci je houževnatý, jen tak se nevzdá
- nejvíce mu vadí, když se náhle mění plány – znervózňují ho nestálé a neustále se měnící podmínky, a proto usiluje o zavedení stabilních struktur
- je rozeným organizátorem – na základě znalosti cíle vytváří harmonogram činností a koncipuje organizační strukturu; je ochoten na základě připomínek tyto plány měnit
- jeho práce je systematická, metodická a efektivní
- často si neví rady s nekonkrétními myšlenkami, které nemají jasný cíl

## Základní přínosy
- je disciplinovaný a spolehlivý, konzervativní v návycích
- má schopnost praktické činnosti a konkrétních akcí

## Přípustné slabiny
- často je nepružný
- pomalu reaguje na nové možnosti a nápady